# Springtown (Arkansas)
Springtown – miasto w Stanach Zjednoczonych, w stanie Arkansas, w hrabstwie Benton.